# Гаврюк Іван Дмитрович
Іва́н Дми́трович Гаврю́к (*27 червня 1946, Костилівка) — український поет. Член Національної спілки письменників України
Народився 27 червня 1946 р. у селі Костилівка Рахівського району Закарпатської області.
Закінчив Мукачівський сільськогосподарський технікум. Працює судновим електриком Одеського стаф-центру. Живе у м. Іллічівськ(Чорноморськ).
Автор поетичної збірки «Місяць полуниці», співавтор зб. віршів «День стиглого сонця» (2000), твори опублукував також в альманахах і часописах, антологіях Одеси, місц. періодиці.